# BWF Grand Prix
Der BWF Grand Prix war eine hochrangige Turnierserie im Badminton.

## Geschichte
Die geschichtliche Entwicklung ging einher mit der Einführung der BWF Super Series. Die Top-Veranstaltungen wurden nun unter dem Namen BWF Super Series geführt, gefolgt vom BWF Grand Prix. Die Anzahl der Turniere war an das ausgeschüttete Preisgeld von mindestens 50.000 US-Dollar gebunden. Wenn mindestens 120.000 US-Dollar Preisgeld ausgezahlt wurden, dann wurden die Turniere als BWF Grand Prix Gold geführt.

## Turniere
Im Startjahr 2007 gehörten zum Grand Prix im Badminton die Chinese Taipei Open, German Open, Bitburger Open, Macau Open, Dutch Open, New Zealand Open, Philippine Open, Russian Open, Thailand Open, US Open und die Vietnam Open sowie die Asienmeisterschaften und die Panamerikameisterschaften.

### Teilnehmende Turniere
| Veranstaltung             | 2007 | 2008 | 2009 | 2010 | 2011 | 2012 | 2013 | 2014 | 2015 | 2016 | 2017 |
| ------------------------- | ---- | ---- | ---- | ---- | ---- | ---- | ---- | ---- | ---- | ---- | ---- |
| Australian Open           |      |      | GP   | GP   | GPG  | GPG  | GPG  |      |      |      |      |
| Brasil Open               |      |      |      |      |      |      |      | GP   | GP   | GP   |      |
| Bulgarian Open            |      | GP   |      |      |      |      |      |      |      |      |      |
| Canada Open               |      |      |      | GP   | GP   | GP   | GP   | GP   | GP   | GP   | GP   |
| China Masters             |      |      |      |      |      |      |      | GPG  | GPG  | GPG  | GPG  |
| Chinese Taipei Open       | GPG  | GPG  | GPG  | GPG  | GPG  | GPG  | GPG  | GPG  | GPG  | GPG  | GPG  |
| Chinese Taipei Grand Prix |      |      |      |      |      |      |      |      | GP   | GP   | GP   |
| Dutch Open                | GP   | GP   | GP   | GP   | GP   | GP   | GP   | GP   | GP   | GP   | GP   |
| London Grand Prix Gold    |      |      |      |      |      |      | GPG  | GPG  |      |      |      |
| German Open               | GP   | GP   | GP   | GP   | GPG  | GPG  | GPG  | GPG  | GPG  | GPG  | GPG  |
| SaarLorLux Open           | GP   | GP   | GP   | GPG  | GPG  | GPG  | GPG  | GPG  | GPG  | GPG  | GPG  |
| India Open                | GPG  | GPG  | GPG  | GPG  |      |      |      |      |      |      |      |
| Indonesian Masters        |      |      |      | GPG  | GPG  | GPG  | GPG  | GPG  | GPG  | GPG  |      |
| Korea Masters             |      |      |      | GP   | GPG  | GPG  | GPG  | GP   | GPG  | GPG  | GPG  |
| Macau Open                | GPG  | GPG  | GPG  | GPG  | GPG  | GPG  | GPG  | GPG  | GPG  | GPG  | GPG  |
| Malaysia Masters          |      |      | GPG  | GPG  | GPG  | GPG  | GPG  | GPG  | GPG  | GPG  | GPG  |
| Mexico City Grand Prix    |      |      |      |      |      |      |      |      | GP   |      |      |
| New Zealand Open          | GP   | GP   | GP   | GP   |      | GP   | GP   | GP   | GPG  | GPG  | GPG  |
| Philippine Open           | GPG  | GPG  | GPG  |      |      |      |      |      |      |      |      |
| Russian Open              | GPG  | GP   | GP   | GP   | GP   | GP   | GP   | GP   | GP   | GP   | GP   |
| Scottish Open             |      |      |      |      |      |      | GP   | GP   | GP   | GP   | GP   |
| Swiss Open                |      |      |      |      | GPG  | GPG  | GPG  | GPG  | GPG  | GPG  | GPG  |
| Syed Modi International   |      |      | GP   | GP   | GPG  | GPG  | GPG  | GPG  | GPG  | GPG  | GPG  |
| Thailand Open             | GPG  | GPG  | GPG  | GPG  | GPG  | GPG  | GPG  | GPG  | GPG  | GPG  | GPG  |
| Thailand Masters          |      |      |      |      |      |      |      |      |      | GPG  | GPG  |
| US Open                   | GP   | GP   | GP   | GPG  | GPG  | GPG  | GPG  | GPG  | GPG  | GPG  | GPG  |
| US Grand Prix             |      |      |      |      |      |      |      | GP   | GP   |      |      |
| Vietnam Open              | GP   | GP   | GP   | GP   | GP   | GP   | GP   | GP   | GP   | GP   | GP   |
| Asienmeisterschaften      | GPG  | GPG  | GPG  | GPG  | GPG  | GPG  | GPG  | GPG  |      |      |      |
| Europameisterschaften     |      | GPG  |      | GPG  |      | GPG  |      | GPG  |      |      |      |
| Panamerikameisterschaften | GP   | GP   | GP   | GP   |      | GP   | GP   | GP   |      |      |      |
| Panamerikanische Spiele   |      |      |      |      | GP   |      |      |      | GP   |      |      |
| Ozeanienmeisterschaften   |      |      |      | GP   |      | GP   |      | GP   | GP   |      |      |

Legende: kursiv – abgesagt, GPG – Grand Prix Gold, GP – Grand Prix

## Unterschiede zur BWF Super Series
Die finanziellen Unterschiede gingen einher mit der unterschiedlichen Vergabe von Weltranglistenpunkten. Diese wurden wie folgt vergeben:
| Platz                                         | Platz | Platz | Platz | Platz | Platz | Platz | Platz  | Platz   | Platz   | Platz    |
| --------------------------------------------- | ----- | ----- | ----- | ----- | ----- | ----- | ------ | ------- | ------- | -------- |
| 1                                             | 2     | 3–4   | 5–8   | 9–16  | 17–32 | 33–64 | 65–128 | 129–256 | 257–512 | 513–1024 |
| Grand Prix Gold                               |       |       |       |       |       |       |        |         |         |          |
| 7000                                          | 5950  | 4900  | 3850  | 2720  | 1670  | 660   | 320    | 130     | 60      | 30       |
| Grand Prix (seit den Canada Open 2014)        |       |       |       |       |       |       |        |         |         |          |
| 5500                                          | 4680  | 3850  | 3030  | 2110  | 1290  | 510   | 240    | 100     | 45      | 30       |
| Grand Prix (bis zu den New Zealand Open 2014) |       |       |       |       |       |       |        |         |         |          |
| 5000                                          | 4250  | 3500  | 2750  | 1920  | 1170  | 460   | 220    | 90      | 40      | 25       |